# Olav Ugjæva
Olav Ugjæva (vieux Norrois: Ólafr úgæfa) (né vers 1150 mort en 1169) est un prétendant au trône de Norvège à l'époque de la guerre civile. Olaf est proclamé roi en 1166, mais il est ensuite défait par le roi Magnus V de Norvège (Magnus Erlingsson) et obligé de fuir le pays.

## Origine
Olav Gudbrandsson est le fils de Gudbrand Skavhoggsson (Guðbrandr Skafhǫggsson) et de Maria Øysteinsdotter (María Eysteinsdóttir), la fille du roi Eystein Ier et de son épouse Ingebjørg Guttormsdatter. Olav est élevé en fosterage par Sigurd Agnhatt (Sigurðr agnhǫttr) en Oppland une région de l'est de la Norvège. À la fin de la décennie 1160, le royaume de Norvège est gouverné par Erling Skakke, pendant la minorité de son fils le roi Magnus V de Norvège (Magnus Erlingsson). Erling réussit à imposer son fils sur le trône après qu'il a été détenu par divers prétendant depuis le milieu de la décennie précédente.

## Prétendant
En 1166, Sigurd Agnhatt et son fils adoptif Olav lèvent une troupe en Oppland, et Olav est proclamé roi, pendant que Erling se trouve au Danemark. Dès son retour en Norvège Erling combat immédiatement l'insurrection, Olav et ses hommes tendent une embuscade à Erling à Rydjokul en Sørum (Overfallet på Rydjøkul) le 2 février 1167, Erling blessé peine à s'échapper. Selon la Heimskringla et la Fagrskinna, Olav a été malchanceux de vaincre Erling lors de  se combat et il y gagne le surnom de  Olav le Malchanceux. En 1168 Olav et ses hommes se dirigent vers le sud et la région de Oslofjord, mais où ils sont écrasés au cours de l'hiver 1169 lors d'une bataille à Stanger, près de  Våler dans l'Østfold (Slaget på Stanger i Våler). Sigurd Agnhatt est tué lors du combat mais 
Olav Ugjæva réussit à s'échapper et se réfugier au  Danemark. Au printemps suivant Olav tombe malade dans le Jutland et meurt à  Århus ou Ålborg.

## Source
- (en) Snorri Sturluson, Heimskringla de Sagas of the Norse Kings, Dutton, Everyman's Library, 1961 (ASIN B0007JXA06), p. 392-422, Livre XVII « Magnus Erlingson's Saga » § 31,32,33 & 34